# Парламентські вибори в Угорщині 2010
Парла́ментські ви́бори в Уго́рщині 2010 року відбулися за складною змішаною системою у два тури — 11 та 25 квітня 2010, протягом яких було обрано 386 депутатів Національних зборів Угорщини — 265 у першому турі та 121 у другому. Це шості вільні вибори в країні після повалення комуністичного режиму. У першому турі Фідес — Угорський громадянський союз здобув абсолютну більшість місць, достатню для того, аби сформувати коаліцію самостійно. В другому турі ця партія здобула ще частину місць, що в сумі склало більше 2/3 складу парламенту, достатньої для зміни конституції країни.

## Голосування
В березні 2010 опитування показали, що після виборів у парламенті домінуватиме Фідес із показником 53–67%, за ним — Угорська соціалістична партія (12–22%) та Рух за кращу Угорщину (11–18%). Тенденція настроїв вибоців, засвідчені різними опитуваннями:
| Агенція            | Дата              | Фідес | MSZP | Jobbik | MDF | LMP | SZDSZ | KDNP | Інші |
| Medián             | 25 листопада 2009 | 66    | 19   | 10     | 2   | 1   | 1     | n/a  | 1    |
| Tárki              | 25 листопада 2009 | 68    | 17   | 11     | 1   | 1   | 1     | 2    | n/a  |
| Századvég-Forsense | 26 листопада 2009 | 59    | 20   | 12     | 3   | 3   | 1     | n/a  | 3    |
| Tárki              | 16 грудня 2009    | 63    | 19   | 12     | 1   | 3   | 1     | n/a  | n/a  |
| Századvég-Forsense | 21 грудня 2009    | 64    | 17   | 9      | 3   | 2   | 0     | n/a  | 4    |
| Medián             | 25 грудня 2009    | 61    | 23   | 9      | 2   | 1   | 1     | n/a  | 3    |
| Szonda Ipsos       | 17 січня 2010     | 63    | 21   | 12     | 2   | n/a | 1     | 0    | 1    |
| Forsense           | 21 січня 2010     | 59    | 17   | 15     | 5   | 3   | n/a   | n/a  | n/a  |
| Medián             | 21 січня 2010     | 65    | 19   | 10     | 3   | 1   | 0     | n/a  | 2    |
| Századvég-Kód      | 26 січня 2010     | 59    | 23   | 10     | 4   | 2   | 1     | 1    | n/a  |
| Tárki              | 27 січня 2010     | 62    | 22   | 11     | 3   | 1   | 1     | n/a  | n/a  |
| Szonda Ipsos       | 12 лютого 2010    | 58    | 22   | 14     | 2   | 1   | 1     | 0    | 3    |
| Századvég-Kód      | 18 лютого 2010    | 58    | 23   | 10     | 5   | 3   | 1     | -    | -    |
| Forsense           | 22 лютого 2010    | 59    | 18   | 14     | 2   | 5   | 0     | n/a  | 1    |
| Medián             | 24 лютого 2010    | 63    | 18   | 15     | 2   | 1   | n/a   | n/a  | 1    |
| Tárki              | 3 березня 2010    | 61    | 22   | 11     | 2   | 3   | n/a   | n/a  | 1    |
| Szonda Ipsos       | 11 березня 2010   | 57    | 20   | 17     | 1   | 3   | 1     | 0    | 1    |
| Nézőpont Intézet   | 14 березня 2010   | 53    | 12   | 12     | 2   | 2   | n/a   | n/a  | 0    |
| Medián             | 17 березня 2010   | 57    | 21   | 18     | 1   | 2   | n/a   | n/a  | 1    |
| Szonda Ipsos       | 18 березня 2010   | 64    | 12   | 13     | 3   | 5   | n/a   | n/a  | 3    |
| Gallup             | 25 березня 2010   | 67    | 15   | 14     | 1   | 4   | n/a   | n/a  | 0    |
| Századvég-Kód      | 29 березня 2010   | 59    | 16   | 17     | 3   | 3   | n/a   | n/a  | n/a  |

## Результати

### Перший тур

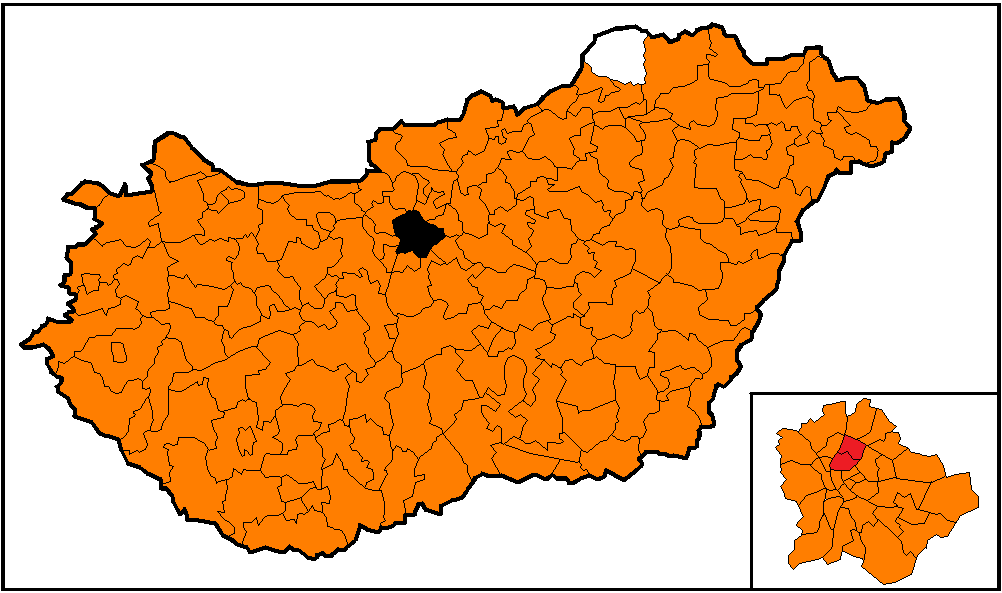
Результати виборів за округами. Партії, що здобули більшість у конкретних округах:
Фідес
УСП
Незалежні кандидати

#### Статистичні дані
| 7:00  | 9:00   | 11:00  | 13:00  | 15:00  | 17:30  | Загалом |
| ----- | ------ | ------ | ------ | ------ | ------ | ------- |
| 1.61% | 10.23% | 24.78% | 35.88% | 46.78% | 59.28% | 64.36%  |

Різні дані:
Кількість виборчих дільниць: 10 926
Кількість виборців у реєстрі: 7 972 568
Кількість виборців, включених у реєстр в день виборів: 44 367
Кількість виборців у реєстрі на час завершення виборів: 8 016 935 
Кількість виборців на закордонних дільницях: 8 663
Загальна кількість виборців у реєстрі: 8 025 598 
Кількість виборців, що голосували на місцевих дільницях: 5 158 350
Кількість заяв на голосування: 6 656
Загальна кількість тих, хто проголосував: 5 165 006
Відсоткове відношення тих, хто проголосував: 64.36%

#### Результати
Підсумки першого туру Парламентських виборів в Угорщині 2010 року:
| Партії                                                               | Партії                         | Кількість голосів | % голосів | Індивідуальні місця | Регіональні місця | Регіональні місця % | Загальна кількість місць | Загальна кількість місць % |
| Партія                                                               | Кількість регіональних списків | Кількість голосів | % голосів | Індивідуальні місця | Регіональні місця | Регіональні місця % | Загальна кількість місць | Загальна кількість місць % |
| Фідес — Угорський громадянський союз (FIDESZ)                        | 20                             | 2,705,174         | 52,73     | 119                 | 87                | 59.59               | 206                      | 53.37%                     |
| Угорська соціалістична партія (MSZP)                                 | 20                             | 990,095           | 19.31     | 0                   | 28                | 19.18               | 28                       | 7.25%                      |
| Рух за кращу Угорщину (JOBBIK)                                       | 20                             | 855,109           | 16.67     | 0                   | 26                | 17.81               | 26                       | 6.74%                      |
| Політика може бути іншою (LMP)                                       | 20                             | 383,443           | 7.44      | 0                   | 5                 | 3.42                | 5                        | 1.3%                       |
| Угорський демократичний форум (MDF)                                  | 17                             | 136,829           | 2.66      | 0                   | 0                 | -                   | -                        | -                          |
| Громадський рух (CM)                                                 | 9                              | 45,863            | 0.9       | 0                   | 0                 | -                   | -                        | -                          |
| Угорська комуністична робітнича партія (Munkáspárt)                  | 4                              | 5,606             | 0.11      | 0                   | 0                 | -                   | -                        | -                          |
| MSZDP (MSZDP)                                                        | 4                              | 4,117             | 0.08      | 0                   | 0                 | -                   | -                        | -                          |
| Összefogás Párt (ÖP)                                                 | 1                              | 2,732             | 0.05      | 0                   | 0                 | -                   | -                        | -                          |
| Угорська партія справедливості (MIÉP)                                | 2                              | 1,286             | 0.03      | 0                   | 0                 | -                   | -                        | -                          |
| Загалом (явка 64,37%)                                                | 20 макс.                       | 5,169,836         | 100       | 119                 | 146               | 100                 | 265                      | 68.65%                     |
| Джерело: Valasztas.hu [Архівовано 21 лютого 2015 у Wayback Machine.] |                                |                   |           |                     |                   |                     |                          |                            |

### Другий тур

#### Статистичні дані
| 7:00  | 9:00  | 11:00  | 13:00  | 15:00  | 17:30  | Загалом |
| ----- | ----- | ------ | ------ | ------ | ------ | ------- |
| 1.36% | 8.50% | 19.37% | 27.11% | 33.54% | 41.89% | 46.52%  |

#### Результати
Підсумки першого туру Парламентських виборів 25 квітня 2010 року в Угорщині:
| Партії                                                                   | Кількість голосів | Регіональні голоси | Загальні голоси | %     | Fragmentary votes | Constituency seats | Регіональні місця | National list seats | Загальні місця |
| Фідес — Угорський громадянський союз (Fidesz – Magyar Polgári Szövetség) | 620 232           | 2 706 292          | 3 326 524       | 52.73 | 135 592           | 172                | 87                | 3                   | 262            |
| Угорська соціалістична партія (Magyar Szocialista Párt, MSZP)            | 326 361           | 990 428            | 1 316 789       | 19.30 | 1 221 523         | 2                  | 28                | 29                  | 59             |
| Рух за кращу Угорщину (Jobbik Magyarországért Mozgalom)                  | 141 415           | 855 436            | 996 851         | 16.67 | 925 252           | 0                  | 26                | 21                  | 47             |
| Політика може бути іншою (Lehet Más a Politika)                          | 43 437            | 383 876            | 427 313         | 7.48  | 471 305           | 0                  | 5                 | 11                  | 16             |
| Загалом                                                                  | 1 152 693         | 5 132 531          | 6 285 224       | 96.18 | 2 753 672         | 176                | 146               | 64                  | 386            |
| Джерело:                                                                 |                   |                    |                 |       |                   |                    |                   |                     |                |